# Enrichetta Cristina di Brunswick-Wolfenbüttel
Enrichetta Cristina di Brunswick-Wolfenbüttel (Wolfenbüttel, 19 settembre 1669 – Roermond, 20 gennaio 1753) è stata una duchessa di Brunswick-Wolfenbüttel ed una principessa-badessa del Libero principato ecclesiastico di Gandersheim.

## Biografia
Era figlia del duca Antonio Ulrico di Brunswick-Wolfenbüttel (1633-1714) e di sua moglie, la principessa Elisabetta Giuliana di Schleswig-Holstein Norburg (1634-1704), figlia del duca Federico di Schleswig-Holstein-Norburg.
Il 9 novembre 1681, ancora minorenne, ottenne una prebenda presso l'abbazia di Gandersheim, assumendola solennemente il 2 novembre 1687, alla presenza del padre, pur non risiedendo ancora nel convento. Dopo la morte della badessa Cristina di Meclemburgo-Schwerin, il 30 giugno 1693, venne eletta all'unanimità dal capitolo nuova badessa, il 21 dicembre 1693. Il 24 aprile 1694 fu intronizzata solennemente in presenza dei suoi genitori, venendovi confermata il 27 settembre 1694 dall'imperatore Leopoldo I.
La scelta di Enrichetta Cristina venne usata dal duca Antonio Ulrico, utilizzando il suo primo ministro Hermann Diepenbroick, per risolvere in via diplomatica i conflitti esistenti tra l'impero e la casa ducale. Tra le condizioni venne incluso la restituzione dei monasteri di Clus e di Brunshausen, a suo tempo confiscati dal duca Giulio. Ciò venne completato nel dicembre 1695, con un accordo finale di compensazione siglato ad Ellierode.
Enrichetta Cristina risiedette da questo momento nel convento, con l'eccezione di soggiorni temporanei presso la corte di Brunswick, e presiedette personalmente le riunioni del capitolo generale. Sotto la sua guida, il capitolo generale adottò, il 23 giugno 1696, nuove norme in materia di ammissione di canonichesse: per aumentare il prestigio del convento ed il suo reddito, le nuove canonichesse dovettero da allora dimostrare di avere un'ascendenza nobiliare di almeno 16 antenati e pagare un contributo di 16.000 talleri.
Mentre in precedenza i rapporti tra i Welfen e la corte di Vienna erano stati quanto mai tesi, l'elezione di Enrichetta Cristina segnò sotto tale profilo l'apertura di una nuova fase, motivata dalla volontà del padre, divenuto dal 1704 unico duca di Brunswick-Wolfenbüttel, di perseguire ambiziosi progetti politici con l'aiuto asburgico. Tale linea politica raggiunse il culmine nel 1708, quando sua nipote Elisabetta Cristina, venne sposata al futuro imperatore Carlo VI . Ciò permise ad Enrichetta Cristina, zia della giovane, di sottolineare con nuova enfasi l'appartenenza all'impero dell'abbazia. In questa linea si collocò non solo la regolare presenza della badessa alla dieta di Ratisbona, ma anche la promozione di ricerche storiografiche sull'abbazia, che Enrichetta Cristina affidò nel 1701-1702 al suo segretario Johann Georg Leuckfeld, poi assunto dal consiglio del monastero nel 1710, e la raccolta di tutto il materiale archivistico del monastero, decretato dal capitolo generale il 23 giugno 1706.
Il 5 marzo 1709, il duca e la figlia siglarono un nuovo accordo, che confermava la restituzione dei monasteri di Clus e Brunshausen e regolava i rapporti giuridici tra il monastero ed il duca che s'impegnò, tra l'altro, ad astenersi dall'ingerire negli affari interni del principato ecclesiastico, come desiderato dall'imperatore.
Enrichetta Cristina somigliava al padre non solo fisicamente, ma anche caratterialmente, specie per la tendenza all'ostentazione. Sotto la sua guida Gandersheim conobbe una nuova età dell'oro, che avrebbe raggiunto il picco sotto la nipote (che le succedette) Elisabetta Ernestina di Sassonia-Meiningen. A lei si deve anche la ristrutturazione del fatiscente coro maggiore della chiesa, compiuta tra il 1695 ed il 1707. Per finanziare i costi di tale attività, Enrichetta Cristina fece vendere ad Osterrode, nel 1697, i pezzi più preziosi del tesoro medioevale della chiesa, all'uomo d'affari ebreo Lazarus Levin, che li fece fondere, per il prezzo di 1193 talleri, 37 groschen e 7 centesimi. Nel 1705 la badessa fece vendere poi abiti talari e paramenti preziosi.
Dopo essere stata una sostenitrice del pietista August Hermann Francke, Enrichetta Cristina iniziò a sviluppare, anche qui in sintonia con il padre, una crescente propensione al Cattolicesimo. Forse per questo motivo, già dal 24 marzo 1698 dovette firmare per pressione del capitolo monastico una professione di fede. Il suo coinvolgimento con la fede cattolica aumentò a seguito della conversione della nipote Elisabetta Cristina, necessaria per poter sposare l'arciduca Carlo. Poiché in origine la ragazza aveva rifiutato di abiurare al protestantesimo, il nonno dovette ricorrere all'aiuto del teologo luterano Johann Fabricius, che redasse un parere in cui affermava che tale conversione non avrebbe contrastato con la volontà divina. Poiché Dio, secondo Fabricius, desiderava dare alla Spagna (all'epoca Carlo rivendicava la successione spagnola) Elisabetta Cristina come sua regina, e poiché tale Paese era cattolico, era non peccaminoso convertirsi al cattolicesimo. Nel corso di quest'opera di persuasione, il teologo venne più volte inviato a Gandersheim nel 1705 e 1706.
Il regno di Enrichetta Cristina si concluse inaspettatamente quando, all'età di 42 anni, l'8 luglio 1712, la badessa diede alla luce un figlio. Il bambino era frutto della sua relazione con George Christoph von Braun, un ex consigliere del duca Antonio Ulrico, che era stato nominato capitano dell'abbazia il 29 settembre 1710, aveva ricevuto un canonicato ed il 12 marzo 1712 era stato nominato l'amministratore dell'abbazia. Dopo la nascita del bambino, da Braun dovette lasciare il principato ed andare in esilio in Sassonia. Ma, nonostante gli sforzi della casa ducale, la portata dello scandalo fu tale da indurre Enrichetta Cristina ad abdicare dalla dignità di badessa. Convertitasi al cattolicesimo, ella lasciò Gandersheim ed entrò, il 6 settembre 1712, nell'abbazia cattolica di Roermond, dove visse sino alla sua morte, senza nemmeno beneficiare di una dignità spirituale.

## Ascendenza
|                                                              |                                           |                                          | Genitori                             |  |  | Nonni |  |  | Bisnonni                         |  |  | Trisnonni                       |  |
|                                                              |                                           |                                          |                                      |  |  |       |  |  | Enrico III di Brunswick-Lüneburg |  |  | Ernesto I di Brunswick-Lüneburg |  |
|                                                              |                                           |                                          |                                      |  |  |       |  |  | Enrico III di Brunswick-Lüneburg |  |  | Ernesto I di Brunswick-Lüneburg |  |
|                                                              |                                           | Sofia di Meclemburgo-Schwerin            |                                      |  |  |       |  |  | Enrico III di Brunswick-Lüneburg |  |  |                                 |  |
| Augusto di Brunswick-Lüneburg                                |                                           |                                          |                                      |  |  |       |  |  | Enrico III di Brunswick-Lüneburg |  |  |                                 |  |
|                                                              |                                           | Ursula di Sassonia-Lauenburg             | Francesco I di Sassonia-Lauenburg    |  |  |       |  |  |                                  |  |  |                                 |  |
|                                                              |                                           | Ursula di Sassonia-Lauenburg             | Francesco I di Sassonia-Lauenburg    |  |  |       |  |  |                                  |  |  |                                 |  |
|                                                              |                                           | Ursula di Sassonia-Lauenburg             | Sibilla di Sassonia-Freiberg         |  |  |       |  |  |                                  |  |  |                                 |  |
| Antonio Ulrico di Brunswick-Wolfenbüttel                     |                                           | Ursula di Sassonia-Lauenburg             |                                      |  |  |       |  |  |                                  |  |  |                                 |  |
|                                                              |                                           | Rodolfo di Anhalt-Zerbst                 | Gioacchino Ernesto di Anhalt         |  |  |       |  |  |                                  |  |  |                                 |  |
|                                                              |                                           | Rodolfo di Anhalt-Zerbst                 | Gioacchino Ernesto di Anhalt         |  |  |       |  |  |                                  |  |  |                                 |  |
|                                                              |                                           | Rodolfo di Anhalt-Zerbst                 | Eleonora di Württemberg              |  |  |       |  |  |                                  |  |  |                                 |  |
| Dorotea di Anhalt-Zerbst                                     |                                           | Rodolfo di Anhalt-Zerbst                 |                                      |  |  |       |  |  |                                  |  |  |                                 |  |
|                                                              |                                           | Dorotea Edvige di Brunswick-Wolfenbüttel | Enrico Giulio di Brunswick-Lüneburg  |  |  |       |  |  |                                  |  |  |                                 |  |
|                                                              |                                           | Dorotea Edvige di Brunswick-Wolfenbüttel | Enrico Giulio di Brunswick-Lüneburg  |  |  |       |  |  |                                  |  |  |                                 |  |
|                                                              |                                           | Dorotea Edvige di Brunswick-Wolfenbüttel | Dorotea di Sassonia                  |  |  |       |  |  |                                  |  |  |                                 |  |
| Enrichetta Cristina di Brunswick-Wolfenbüttel                |                                           | Dorotea Edvige di Brunswick-Wolfenbüttel |                                      |  |  |       |  |  |                                  |  |  |                                 |  |
|                                                              | Giovanni di Schleswig-Holstein-Sonderburg | Cristiano III di Danimarca               |                                      |  |  |       |  |  |                                  |  |  |                                 |  |
|                                                              | Giovanni di Schleswig-Holstein-Sonderburg | Cristiano III di Danimarca               |                                      |  |  |       |  |  |                                  |  |  |                                 |  |
|                                                              | Giovanni di Schleswig-Holstein-Sonderburg | Dorotea di Sassonia-Lauenburg            |                                      |  |  |       |  |  |                                  |  |  |                                 |  |
| Federico di Schleswig-Holstein-Sonderburg-Norburg            | Giovanni di Schleswig-Holstein-Sonderburg |                                          |                                      |  |  |       |  |  |                                  |  |  |                                 |  |
|                                                              |                                           | Elisabetta di Brunswick-Grubenhagen      | Ernesto III di Brunswick-Grubenhagen |  |  |       |  |  |                                  |  |  |                                 |  |
|                                                              |                                           | Elisabetta di Brunswick-Grubenhagen      | Ernesto III di Brunswick-Grubenhagen |  |  |       |  |  |                                  |  |  |                                 |  |
|                                                              |                                           | Elisabetta di Brunswick-Grubenhagen      | Margherita di Pomerania-Wolgast      |  |  |       |  |  |                                  |  |  |                                 |  |
| Elisabetta Giuliana di Schleswig-Holstein-Sonderburg-Norburg |                                           | Elisabetta di Brunswick-Grubenhagen      |                                      |  |  |       |  |  |                                  |  |  |                                 |  |
|                                                              |                                           | Rodolfo di Anhalt-Zerbst                 | Gioacchino Ernesto di Anhalt         |  |  |       |  |  |                                  |  |  |                                 |  |
|                                                              |                                           | Rodolfo di Anhalt-Zerbst                 | Gioacchino Ernesto di Anhalt         |  |  |       |  |  |                                  |  |  |                                 |  |
|                                                              |                                           | Rodolfo di Anhalt-Zerbst                 | Eleonora di Württemberg              |  |  |       |  |  |                                  |  |  |                                 |  |
| Eleonora di Anhalt-Zerbst                                    |                                           | Rodolfo di Anhalt-Zerbst                 |                                      |  |  |       |  |  |                                  |  |  |                                 |  |
|                                                              |                                           | Dorotea Edvige di Brunswick-Wolfenbüttel | Enrico Giulio di Brunswick-Lüneburg  |  |  |       |  |  |                                  |  |  |                                 |  |
|                                                              |                                           | Dorotea Edvige di Brunswick-Wolfenbüttel | Enrico Giulio di Brunswick-Lüneburg  |  |  |       |  |  |                                  |  |  |                                 |  |
|                                                              |                                           | Dorotea Edvige di Brunswick-Wolfenbüttel | Dorotea di Sassonia                  |  |  |       |  |  |                                  |  |  |                                 |  |
|                                                              |                                           | Dorotea Edvige di Brunswick-Wolfenbüttel |                                      |  |  |       |  |  |                                  |  |  |                                 |  |